# Søndre Ringvej (Grindsted)
 For alternative betydninger, se Søndre Ringvej. (Se også artikler, som begynder med Søndre Ringvej)
Søndre Ringvej  er en to sporet ringvej der går igennem det vestlige Grindsted, Vejen er en del af sekundærrute 487 der går fra Give til Varde. Den er med til at lede trafikken uden om Grindsted Centrum, så byen ikke bliver belastet af så meget gennemkørende trafik.
Vejen forbinder Tingvejen i syd med Vestergade i nord, og har forbindelse til Søndre Boulevard.